# 施萊希滕巴赫河
施萊希滕巴赫河（德語：Schlechtenbach），是德國的河流，位於該國西部，處於北萊茵-威斯特法倫州，屬於布羅姆克河的左支流，河道全長3.3公里，流域面積3.3平方公里。